# Peter Kane
Peter Kane est un boxeur anglais né le 28 février 1918 à Golborne et mort le 23 juillet 1991.

## Carrière
Passé professionnel en 1934, il remporte le titre vacant de champion du monde des poids mouches le 22 septembre 1938 en battant aux points Jackie Jurich. Kane laisse à son tour son titre vacant en mai 1939 pour combattre en poids coqs. Il sera champion d'Europe EBU en 1947 puis mettra un terme à sa carrière de boxeur en 1951 sur un bilan de 89 victoires, 8 défaites et 2 matchs nuls.